# Голубой дракон (телепремия, 2023)
2-я церемония вручения телепремии «Голубой дракон» (кор. 제2회 청룡 시리즈 어워즈) — ежегодная церемония награждения за заслуги в области стримингового телевидения и OTT, организованная изданием «Sports Chosun» (дочерний бренд «Чосон Ильбо»), состоявшаяся 19 июля 2023 года в отеле «Paradise City» в Инчхоне, Республика Корея. Ведущими премии выступили Чон Хён Му и Им Юна, прямая трансляция велась на канале KBS2.
Номинанты были объявлены 26 июня 2023 года. К участию в номинациях были допущены сериалы, которые были созданы и профинансированы OTT-платформами и выходили в период с 1 мая 2022 года по 31 мая 2023 года.
Имея пять номинаций, сериал «Слава» и телешоу «SNL Korea» стали лидерами по номинациям.

## Номинанты и лауреаты

### Количество побед/номинаций
- 2/5: «Слава», «SNL Korea[англ.]»
- 2/4: «Казино[англ.]»
- 2/2: «Слабый герой[англ.]»
- 1/3: «Кровавая игра», «Суринам[англ.]», «Анна»
- 1/2: «Повышение уровня мира: Мир злодеев»
- 0/3: «Торг[англ.]», «Трансфер любви 2[англ.]»
- 0/2: «Дни перемен», «Взбодрись[англ.]», «Обязанности после школы[англ.]», «Любовный сигнал: Хлоп! Хлоп! Хлоп!», «Зона: Миссия на выживание[англ.]», «Ловец любви на Бали», «Теневой детектив»
- 0/1: «Приманка», «Игра с нулевой суммой», «Отель времени[англ.]», «Сбой[англ.]», «Давайте начнем защиту[англ.]», «Возможно, сегодня будет немного остро[англ.]», «Merry Queer», «Точка фантазий», «Плохой прокурор[англ.]», «Остров[англ.]»

Лауреаты отмечены знаком «★».
| Категория                                                                         | Номинанты и лауреаты                                                      | Номинанты и лауреаты                                            |
| --------------------------------------------------------------------------------- | ------------------------------------------------------------------------- | --------------------------------------------------------------- |
| Выбор Голубого дракона (Гран-при)Представляли награду: Кон Хёджин                 |                                                                           | ★ Сон Хегё — «Слава» (за роль Мун Донын)                        |
| Лучший сериалПредставляли награду: Чон Хэ Ин и Хан Хёджу                          | ★ Казино                                                                  | ★ Казино                                                        |
| Лучший сериалПредставляли награду: Чон Хэ Ин и Хан Хёджу                          | Слава                                                                     |                                                                 |
| Лучший сериалПредставляли награду: Чон Хэ Ин и Хан Хёджу                          | Торг                                                                      |                                                                 |
| Лучший сериалПредставляли награду: Чон Хэ Ин и Хан Хёджу                          | Суринам                                                                   |                                                                 |
| Лучший сериалПредставляли награду: Чон Хэ Ин и Хан Хёджу                          | Слабый герой                                                              |                                                                 |
| Лучшая развлекательная программаПредставляли награду: Пак Хён Сик и Пак Синхе     | ★ Сирена: Выжить на острове                                               | ★ Сирена: Выжить на острове                                     |
| Лучшая развлекательная программаПредставляли награду: Пак Хён Сик и Пак Синхе     | SNL Korea                                                                 |                                                                 |
| Лучшая развлекательная программаПредставляли награду: Пак Хён Сик и Пак Синхе     | Повышение уровня мира: Мир злодеев                                        |                                                                 |
| Лучшая развлекательная программаПредставляли награду: Пак Хён Сик и Пак Синхе     | Кровавая игра                                                             |                                                                 |
| Лучшая развлекательная программаПредставляли награду: Пак Хён Сик и Пак Синхе     | Трансфер любви 2                                                          |                                                                 |
| Лучшая мужская рольПредставляли награду: Ли Джонджэ и Ким Гоын                    |                                                                           | ★ Ха Чон У — «Суринам» (за роль Кан Ингу)                       |
| Лучшая мужская рольПредставляли награду: Ли Джонджэ и Ким Гоын                    | Чжин Сон Гю — «Торг» (за роль Но Хёнсу)                                   |                                                                 |
| Лучшая мужская рольПредставляли награду: Ли Джонджэ и Ким Гоын                    | До Кёнсу — «Плохой прокурор» (за роль Джин Чжуна)                         |                                                                 |
| Лучшая мужская рольПредставляли награду: Ли Джонджэ и Ким Гоын                    | Чхве Мин Сик — «Казино» (за роль Ча Му Сика)                              |                                                                 |
| Лучшая мужская рольПредставляли награду: Ли Джонджэ и Ким Гоын                    | Ли Сон Мин ― «Теневой детектив» (за роль Ким Тхэк Рока)                   |                                                                 |
| Лучшая женская рольПредставляли награду: Ли Джонджэ и Ким Гоын                    |                                                                           | ★ Пэ Суджи ― «Анна» (за роль Ли Юми / Ли Анны)                  |
| Лучшая женская рольПредставляли награду: Ли Джонджэ и Ким Гоын                    | Чон Ёбин — «Сбой» (за роль Хон Чжихе)                                     |                                                                 |
| Лучшая женская рольПредставляли награду: Ли Джонджэ и Ким Гоын                    | Сон Хегё — «Слава» (за роль Мун Донын)                                    |                                                                 |
| Лучшая женская рольПредставляли награду: Ли Джонджэ и Ким Гоын                    | Чон Рё Вон — «Давайте начнем защиту» (за роль Но Чакхи)                   |                                                                 |
| Лучшая женская рольПредставляли награду: Ли Джонджэ и Ким Гоын                    | Ким Со Хён — «Возможно, сегодня будет немного остро» (за роль Чон Да Чон) |                                                                 |
| Лучший артист эстрадыПредставляли награду: Ка Хо Дон и Сон Ын И                   |                                                                           | ★ Ю Джэсок ― «Повышение уровня мира: Мир злодеев»               |
| Лучший артист эстрадыПредставляли награду: Ка Хо Дон и Сон Ын И                   | Син Дон Ёп ― «SNL Korea»                                                  |                                                                 |
| Лучший артист эстрадыПредставляли награду: Ка Хо Дон и Сон Ын И                   | Ли Гвансу — «Зона: Миссия на выживание»                                   |                                                                 |
| Лучший артист эстрадыПредставляли награду: Ка Хо Дон и Сон Ын И                   | Хван Чжэ Сон ― «Отель времени»                                            |                                                                 |
| Лучший артист эстрадыПредставляли награду: Ка Хо Дон и Сон Ын И                   | Хон Сок Чхон — «Merry Queer»                                              |                                                                 |
| Лучшая артистка эстрадыПредставляли награду: Ка Хо Дон и Сон Ын И                 |                                                                           | ★ Чу Хён Ён ― «SNL Korea»                                       |
| Лучшая артистка эстрадыПредставляли награду: Ка Хо Дон и Сон Ын И                 | Квон Юри — «Зона: Миссия на выживание»                                    |                                                                 |
| Лучшая артистка эстрадыПредставляли награду: Ка Хо Дон и Сон Ын И                 | Ли Ын Чжи — «Любовный сигнал: Хлоп! Хлоп! Хлоп!»                          |                                                                 |
| Лучшая артистка эстрадыПредставляли награду: Ка Хо Дон и Сон Ын И                 | Чан До Ён ― «Дни перемен»                                                 |                                                                 |
| Лучшая артистка эстрадыПредставляли награду: Ка Хо Дон и Сон Ын И                 | Ким Юра ― «Трансфер любви 2»                                              |                                                                 |
| Лучшая мужская роль второго планаПредставляли награду: Ли Хак Чжу и Ли Ю Бин      |                                                                           | ★ Ли Дон Хви — «Казино» (за роль Ён Чан Паля)                   |
| Лучшая мужская роль второго планаПредставляли награду: Ли Хак Чжу и Ли Ю Бин      | Пак Сонхун — «Слава» (за роль Чон Чжэчжуна)                               |                                                                 |
| Лучшая мужская роль второго планаПредставляли награду: Ли Хак Чжу и Ли Ю Бин      | Чан Рюль — «Торг» (за роль Ко Гёк Рюля)                                   |                                                                 |
| Лучшая мужская роль второго планаПредставляли награду: Ли Хак Чжу и Ли Ю Бин      | Чо У Джин — «Суринам» (за роль Пён Ки Тхэ)                                |                                                                 |
| Лучшая мужская роль второго планаПредставляли награду: Ли Хак Чжу и Ли Ю Бин      | Ким Джун Хан — «Анна» (за роль Чхве Джихуна)                              |                                                                 |
| Лучшая женская роль второго планаПредставляли награду: Ким Син Рок и Ким Сончхоль |                                                                           | ★ Лим Джиён — «Слава» (за роль Пак Ёнджин)                      |
| Лучшая женская роль второго планаПредставляли награду: Ким Син Рок и Ким Сончхоль | Ли Элия — «Приманка» (за роль Чон На Ён)                                  |                                                                 |
| Лучшая женская роль второго планаПредставляли награду: Ким Син Рок и Ким Сончхоль | Чон Ынчхэ — «Анна» (за роль Ли Хёнджу)                                    |                                                                 |
| Лучшая женская роль второго планаПредставляли награду: Ким Син Рок и Ким Сончхоль | Ким Чжу Рён — «Казино» (за роль Джин Ён Хи)                               |                                                                 |
| Лучшая женская роль второго планаПредставляли награду: Ким Син Рок и Ким Сончхоль | Кён Су Джин — «Теневой детектив» (за роль Ли Соны)                        |                                                                 |
| Лучший актёр-новичокПредставляли награду: Гу Гёхван и Чон Хо Ён                   |                                                                           | ★ Пак Чихун ― «Слабый герой» (за роль Ён Си Ына)                |
| Лучший актёр-новичокПредставляли награду: Гу Гёхван и Чон Хо Ён                   | Ким Ки Хэ — «Обязанности после школы» (за роль Ким Чи Ёля)                |                                                                 |
| Лучший актёр-новичокПредставляли награду: Гу Гёхван и Чон Хо Ён                   | Мун Санмин — «Обязанности после школы» (за роль Ван Тхэ Мана)             |                                                                 |
| Лучший актёр-новичокПредставляли награду: Гу Гёхван и Чон Хо Ён                   | Чха Ыну — «Остров» (за роль священника отца Джованни)                     |                                                                 |
| Лучший актёр-новичокПредставляли награду: Гу Гёхван и Чон Хо Ён                   | Пэ Ин Хёк — «Взбодрись» (за роль Пак Чону)                                |                                                                 |
| Лучшая актриса-новичокПредставляли награду: Гу Гёхван и Чон Хо Ён                 |                                                                           | ★ Син Йеын — «Месть от третьего лица» (за роль Ок Чанми)        |
| Лучшая актриса-новичокПредставляли награду: Гу Гёхван и Чон Хо Ён                 | Чха Джу Ён — «Слава» (за роль Чхве Хе Чжон)                               |                                                                 |
| Лучшая актриса-новичокПредставляли награду: Гу Гёхван и Чон Хо Ён                 | Квон Ын Бин — «Обязанности после школы» (за роль Ен Боры)                 |                                                                 |
| Лучшая актриса-новичокПредставляли награду: Гу Гёхван и Чон Хо Ён                 | Хан Джи Хён — «Взбодрись» (за роль До Хэи)                                |                                                                 |
| Лучшая актриса-новичокПредставляли награду: Гу Гёхван и Чон Хо Ён                 | Ан Хи Ен ― «Точка фантазий» (за роль Хи Джэ)                              |                                                                 |
| Лучший артист эстрады-новичокПредставляли награду: Чу Хён Ён и Пак Чханёль        |                                                                           | ★ Dex — «Кровавая игра»                                         |
| Лучший артист эстрады-новичокПредставляли награду: Чу Хён Ён и Пак Чханёль        | Нам Хён У — «SNL Korea»                                                   |                                                                 |
| Лучший артист эстрады-новичокПредставляли награду: Чу Хён Ён и Пак Чханёль        | Ким Ёхан — «Ловец любви на Бали»                                          |                                                                 |
| Лучший артист эстрады-новичокПредставляли награду: Чу Хён Ён и Пак Чханёль        | Ли И Кён — «Игра с нулевой суммой»                                        |                                                                 |
| Лучший артист эстрады-новичокПредставляли награду: Чу Хён Ён и Пак Чханёль        | Бэм-Бэм — «Трансфер любви 2»                                              |                                                                 |
| Лучшая артистка эстрады-новичокПредставляли награду: Чу Хён Ён и Пак Чханёль      |                                                                           | ★ Ким А Ён — «SNL Korea»                                        |
| Лучшая артистка эстрады-новичокПредставляли награду: Чу Хён Ён и Пак Чханёль      | Габи — «Ловец любви на Бали»                                              |                                                                 |
| Лучшая артистка эстрады-новичокПредставляли награду: Чу Хён Ён и Пак Чханёль      | Чу — «Любовный сигнал: Хлоп! Хлоп! Хлоп!»                                 |                                                                 |
| Лучшая артистка эстрады-новичокПредставляли награду: Чу Хён Ён и Пак Чханёль      | Хо Ён Джи — «Дни перемен»                                                 |                                                                 |
| Лучшая артистка эстрады-новичокПредставляли награду: Чу Хён Ён и Пак Чханёль      | Пак Чимин — «Кровавая игра»                                               |                                                                 |
| Самая популярная звезда                                                           | ★ Пак Чэчхан                                                              | ★ Пак Чэчхан                                                    |
| Самая популярная звезда                                                           | ★ Ким Ёнгён                                                               |                                                                 |
| Самая популярная звезда                                                           | ★ Чха Ыну                                                                 |                                                                 |
| Самая популярная звезда                                                           | ★ Ли Гвансу                                                               |                                                                 |
| Специальная награда «Whynot»                                                      |                                                                           | ★ Чхве Хён Ук — «Слабый герой» (за роль Ан Сухо)                |
| Награда «Популярный саундтрек»                                                    |                                                                           | ★ Пак Чэчхан — «Our Season» («Наш сезон: Весна с Пак Чэчханом») |

### Исполнители
| Артисты  | Исполнили                                   | Ист.  |
| -------- | ------------------------------------------- | ----- |
| DJ Aster | «BSA Opening»                               | [ 6 ] |
| STAYC    | «Teddy Bear» и «Poppy»                      | [ 6 ] |
| LACHICA  | «BSA Performance» и «Run the World (Girls)» | [ 6 ] |
| Jannabi  | «She» и «Summer»                            | [ 6 ] |
| Хваса    | «Twit» и «Maria»                            | [ 6 ] |